# Prunus spinosa
Prunus spinosa, comummente conhecida como abrunheiro-bravo ou abrunheiro (não confundir com a espécie Prunus insititia, que é a mais comummente conhecida por este nome), é uma espécie de planta arbustiva, espinhosa, da família das Rosáceas, pertencente ao tipo fisionómico dos fanerófitos, cujos frutos são conhecidos como abrunhos-bravos ou simplesmente abrunhos.

## Etimologia
Os nomes comuns «abrunheiro-bravo» e «abrunheiro» provêm da raiz etimológica «abrunho» que, por seu turno, se formou na língua portuguesa, por derivação do étimo latino prunus. Este étimo latino, por sua vez, deriva de prunum, que significam respectivamente «ameixeira» e «ameixa».
Quanto ao nome científico desta espécie:
- O nome genérico, Prunus, provém do latim, prūnus, e significa «ameixeira».[8]

- O epíteto específico, spinosa, também provém do latim, tratando-se de uma declinação do étimo[10], spīnōsus, e significa «espinhoso; revestido a picos ou puas».[11]

## Descrição
O abrunheiro-bravo é um arbusto caducifólio, muito ramificado (com propensão para ramificação intrincada) e muito espinhoso, de tal modo que só raramente se observa sem espinhos.
Só raramente chega a atingir dimensões tais que se possa considerar uma árvore. Destarte, pode crescer entre 1 e 4 metros de altura e, muito ocasionalmente, pode chegar a orçar  8 metros de altura.
Os ramos do abrunheiro-bravo apresentam uma casca de coloração castanho-acinzentada. As ramagens laterais são mais ou menos patentes, assumindo, na juventude, uma coloração cinzenta e uma roupagem pubescente. Posteriormente, na maturidade, as ramagens vão-se tornando mais escuras e glabras, rematando numa espinha rígida.
As folhas, de 1,5 a 3,5 por 0,5 a 1,5 centímetros, podem alternar entre um formato obovado, oblanceolado ou quase elíptico, obtuso ou subagudo, mais ou menos acuminado, com margem crenada ou serrada, provida de dentes glandulares. A página superior das folhas é glabrescente ou pubescente, sobretudo no nervo central e nas margens, enquanto que a inferior é mais pálida e mais ou menos pubescente, sobretudo nos nervos e junto à base.
Quanto ao pecíolo, este mede entre 0,5 a 1 centímetros e é pubescente. Relativamente às estípulas, estas são lineariformes, com dentes glandulares.
As flores surgem solitárias ou em fascículos de 2 a 3 exemplares. No que respeita ao seu posicionamento, são simultâneas em relação às folhas novas ou ligeiramente anteriores.
Os pedicelos, por usa vez, têm entre 2 e 5 milímetros de comprimento e tanto podem ser glabros ou peludos. O receptáculo mede entre 2 e 3,5 milímetros, tem forma de taça ou infundibuliforme, e apresenta uma coloração esverdeada. As sépalas medem entre 2 e 3 milímetros e, quanto ao formato, podem ser erecto-patentes ou patentes, triangular-lanceoladas, obtusas ou subagudas, de ápice denticulado. 
As pétalas, com 4 a 8 mm, são erecto-patentes ou patentes, obovadas, oblongas ou suborbiculares, inteiras, obtusas, glabras e de cor branca. O ovário é glabro.
O fruto mede entre 10 e 15 milímetros, é de feitio subgloboso ou ovóide, de cor azul-escura ou negro-violácea e pruinoso; o mesocarpo é estreito e de sabor ácido e áspero.

## Distribuição
Esta espécie distribui-se pelo continente europeu, de Norte a Sul, da Noruega   Portugal, da costa até ao Leste do Cáucaso, abarcando ainda alguns territórios asiáticos como a Turquia e o Irão. Marca presença também presença no Norte de África, abrangendo Marrocos, Argélia e Tunísia.

### Portugal
Trata-se de uma espécie endémica de Portugal Continental, marcando presença em quase todas as zonas, salvo no Sudoeste Meridional e Montanhoso e nos Barlavento e Sotavento algarvios.

### Ecologia
O abrunheiro-bravo é uma espécie ruderal, que medra nas orlas de caminhos, em courelas agricultadas e ermos incultos e ainda nas imediações de bosques. Tende a privilegiar solos de substrato de origem calcária ou margosa, se bem que, por vezes, também possa prosperar em substratos siliciosos.

## Usos
O abrunheiro-bravo é muito prolífico na produção de rebentos, de tal modo que pode formar matagais densos, usando-se por isso amiúde como sebe-viva.
O abrunho-bravo, colhe-se silvestre, para uso local como alimento, medicamento e fonte de materiais. Por vezes, é cultivada como sebe ou barreira à prova de gado e pode ser utilizada como espécie pioneira na restauração de bosques nativos.  
No norte de Espanha, utiliza-se para a elaboração do patxaran. 